# イワン・ルカヴィシニコフ
イワン・ワシーリエヴィチ・ルカヴィシニコフ（ロシア語: Иван Васильевич Рукавишников、1843年 – 1901年）は、ロシア人の鉱山技師であり金採掘業者で、レナ川の金鉱を採掘する会社の共同所有していた。小説家のウラジーミル・ナボコフの祖父にあたる。
イワン・ルカヴィシニコフは帝政ロシア時代のカザンで古儀式派の家に生まれた。
モスクワ大学で物理と数学を学び、サンクトペテルブルク大学で法律を学ぶ。
聖ウラジーミル勲章の受賞者でもある。